# Modisimus coxanus
Espèce
Synonymes
- Systenita coxana Bryant, 1940
- Bryantia coxana (Bryant, 1940)
- Bryantina coxana (Bryant, 1940)
- Platnicknia coxana (Bryant, 1940)

Modisimus coxana est une espèce d'araignées aranéomorphes de la famille des Pholcidae.

## Distribution
Cette espèce est endémique de Cuba.

## Description
La mâle holotype mesure 1,8 mm.

## Publication originale
- Bryant, 1940 : Cuban spiders in the Museum of Comparative Zoology. Bulletin of the Museum of Comparative Zoology, vol. 86, no 7, p. 247-554 (texte intégral).